# Troglocimmerites imeretinus
Troglocimmerites imeretinus is een keversoort uit de familie van de loopkevers (Carabidae). De wetenschappelijke naam van de soort is voor het eerst geldig gepubliceerd in 1985 door Dalzhanski et Ljovuschkin.